# VPR-308
Il VPR-308 è un fucile di precisione attualmente utilizzato dalla Guardia nazionale dell'Ucraina. Creato sulla base del design del fucile sportivo Zbroyar Z-008 di K.Y. Konev.
Il 14 aprile 2014, il direttore dello Stabilimento Majak, Oleksandr Peregudov, ha annunciato che i fucili erano pronti per la produzione in serie e Jurij Tereščenko, direttore generale di Ukroboronprom, ha affermato che il Ministero della difesa ucraino aveva espresso interesse ad acquistare nuovi fucili.

## Storia
Un prototipo è stato presentato per la prima volta nel 2012, durante le esercitazioni delle forze armate dell'Ucraina "Perspective-2012".
Nel febbraio 2013, un prototipo del fucile è stato presentato all'IDEX-2013 gun show . In generale, fino a marzo 2013, con l'assistenza dello Stabilimento Majak e del gruppo di società Ukrspetsexport , sono stati prodotti diversi fucili venduti al di fuori dell'Ucraina.
14 aprile 2014 direttore dello Stabilimento Majak Oleksandr Peregudov ha detto che il fucile era pronto per la produzione in serie e il direttore generale del coglomerato Ukroboronprom Jurij Tereščenko ha riferito che il Ministero della difesa ucraino ha espresso interesse ad acquisire nuovi fucili.
Nell'autunno del 2014 si è saputo che il modello VPR-338 era uscito di produzione. Successivamente i fucili VPR-308 e VPR-338 sono stati esclusi dall'elenco delle armi prodotte dallo Stabilimento Majak.
Alla fine di luglio 2014, il primo lotto acquistato di VPR-308 è stato presentato presso la base della  1ª Brigata operativa presidenziale "Atamano Petro Dorošenko" della Guardia nazionale dell'Ucraina. Per le esigenze della Guardia nazionale, almeno 12 set sono stati acquistati e presentati al presidente Petro Porošenko e al primo ministro ucraino Arseniy Yatsenyuk. Le autorità hanno affermato che l'intero gruppo è stato inviato alle unità lo stesso giorno.
Nel 2015 K.Y. Konev è emigrato negli USA.

## Varianti
- VPR-308Win: munizioni NATO 7,62 × 51 mm. Il primo fucile è stato assemblato nel gennaio 2014.[9]
- VPR-338LM: munizioni .338 Lapua Magnum.

## Utilizzatori
Ucraina
- Guardia nazionale dell'Ucraina

nell'estate del 2014, il primo lotto di fucili VPR-308 è stato consegnato alle unità della Guardia nazionale dell'Ucraina.